# Deudorix amatius
Deudorix amatius är en fjärilsart som beskrevs av Hans Fruhstorfer 1912. Deudorix amatius ingår i släktet Deudorix och familjen juvelvingar. Inga underarter finns listade i Catalogue of Life.